# Listonhill

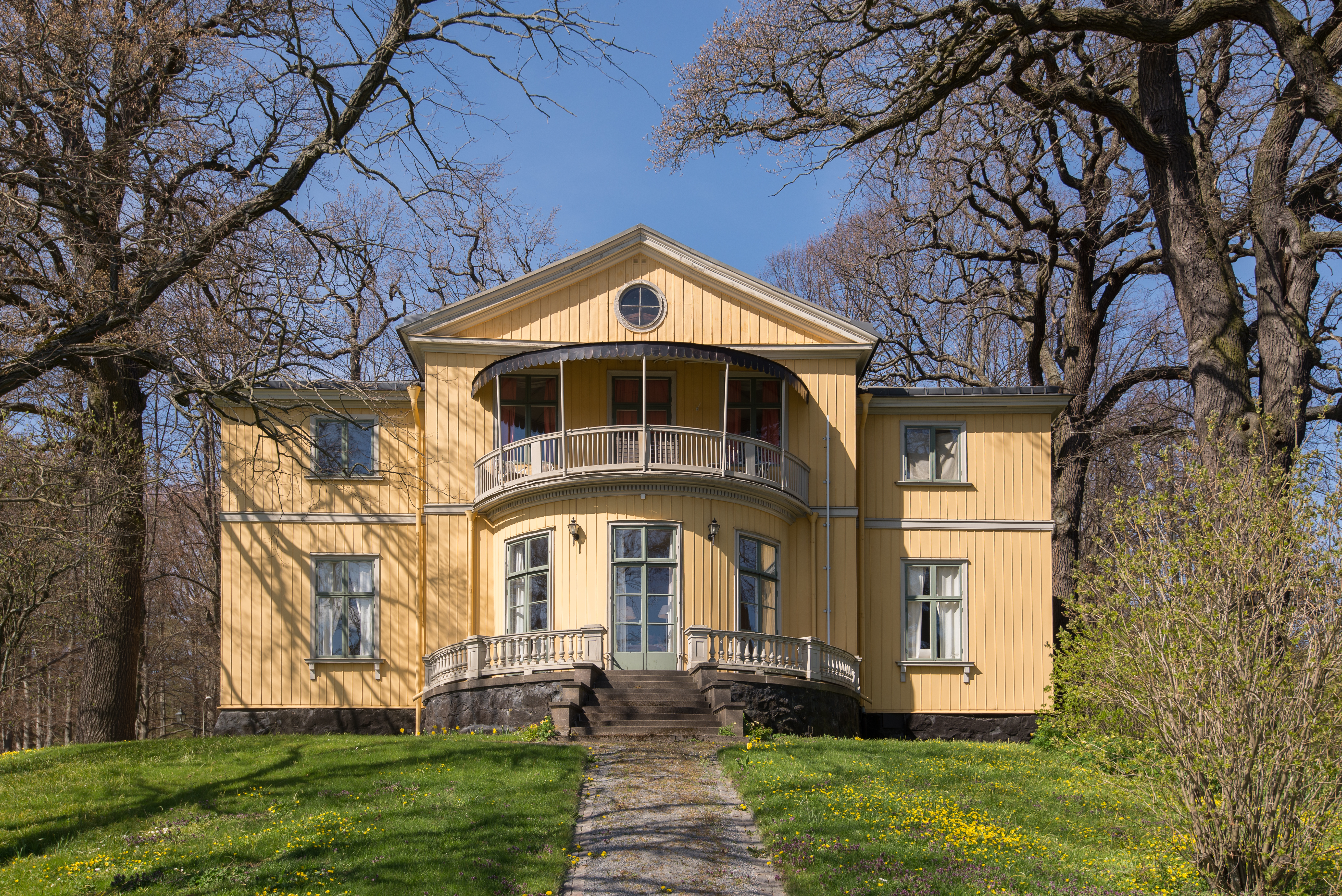
Listonhill, fasad mot söder, april 2015.

Listonhill är en villa belägen vid Djurgårdsvägen 216–218 och 221 på Djurgården nära Biskopsudden i Stockholm. Huvudbyggnaden, flygeln (Lilla villan) och vagnshuset är blåklassade av Stadsmuseet i Stockholm, vilket innebär att bebyggelsens kulturhistoriska värde av Stadsmuseet anses motsvara fordringarna för byggnadsminnen i Kulturmiljölagen.

## Historik

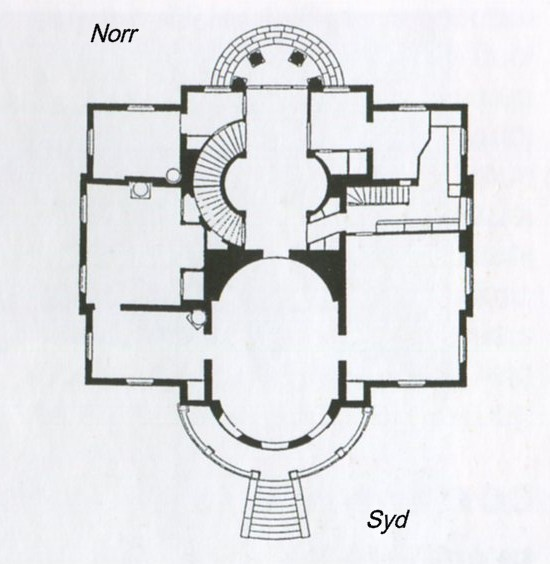
Planritning.

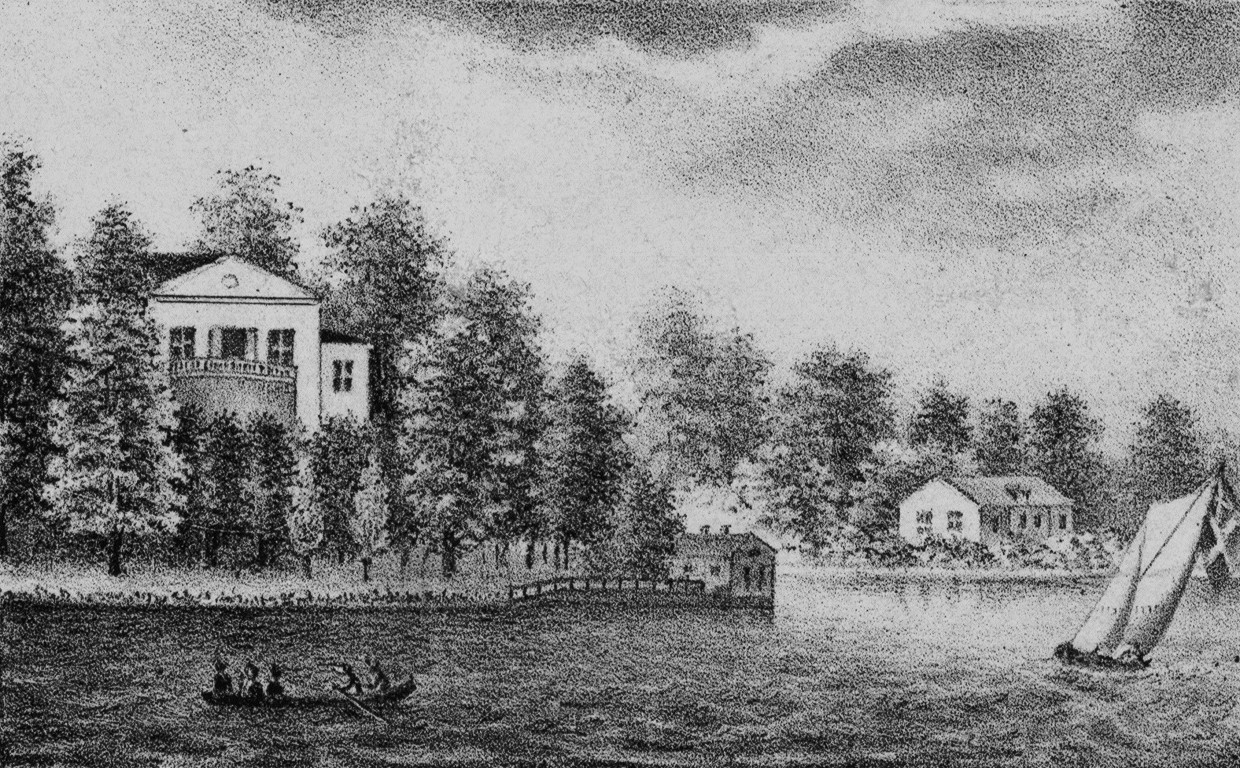
Listonhill (t.v.) och Villa Alnäs 1845.

Byggnaden uppfördes 1790-1791 efter ritningar av Hagaparkens skapare arkitekt Fredrik Magnus Piper åt Robert Liston, engelsk ambassadör i Sverige 1788-1793. Listonhill är ett av de få helt genomförda proven av en planlösning inspirerad av den italienske arkitekten Andrea Palladio och den brittiske arkitekten Sir John Soane. Huset projekterades ursprungligen att uppföras i sten, men byggdes sedan i korsvirke och bekläddes med träpanel.
Villan har en central rotunda (cirkelrunt rum) genom hela huset som avtecknar sig genom den utbuktande salongen på fasaden mot söder och ger en storslagen utsikt över Stockholms inlopp. De nyantika fasaderna är klädda med slätpanel, för att uppnå verkan av en slätputsad mur. På senare tid har dock fasaden renoverats och locklist har satts på panelen. Interiörmässigt är byggnaden välbevarad med den ursprungliga inredningen intakt.
Efter några år blev Robert Liston ambassadör i Konstantinopel och senare i Washington, D.C.. Han sålde då stället till grosshandlare Elias von Langenberg. Nästa ägare var grosshandlare J.G. Wennerqvist. Under 1810-talet var Listonhill centrum för stockholmssocietetens sällskapsliv efter att egendomen köpts 1813 av direktören för Ostindiska Kompaniet Carl Abraham Arfwedson. Han tillhörde skeppsbroadeln. Efter honom var grosshandlare Pehr Wikström ägare, han genomförde en del ändringar på huset.. Listonhill ägs fortfarande av en ättling till Pehr Wikström.
Norr om Listonhill med adress Djurgårdsvägen 221 ligger ett grönmålat trähus som var tidigare vagnshus och stall. Bakom den märks den gamla kuskbostaden som restaurerades på 1950-talet och höjdes med en våning. 
Väster om stället utbreder sig ett av Sveriges nordligaste bestånd av bok, som planterades på 1820-talet genom Israel af Ströms initiativ (se Djurgårdens bokskog).

## Bilder

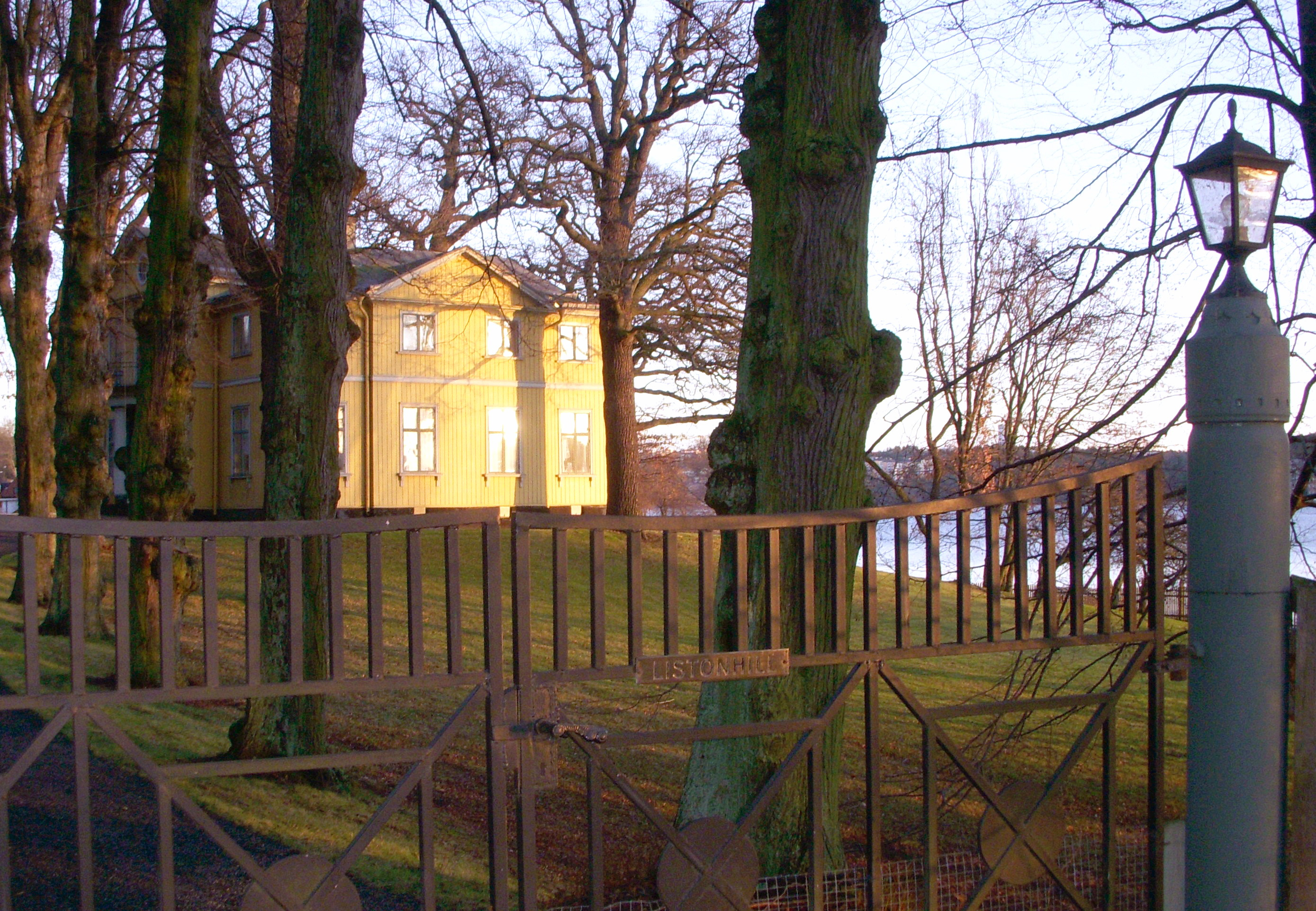
Grinden mot Djurgårdsvägen.
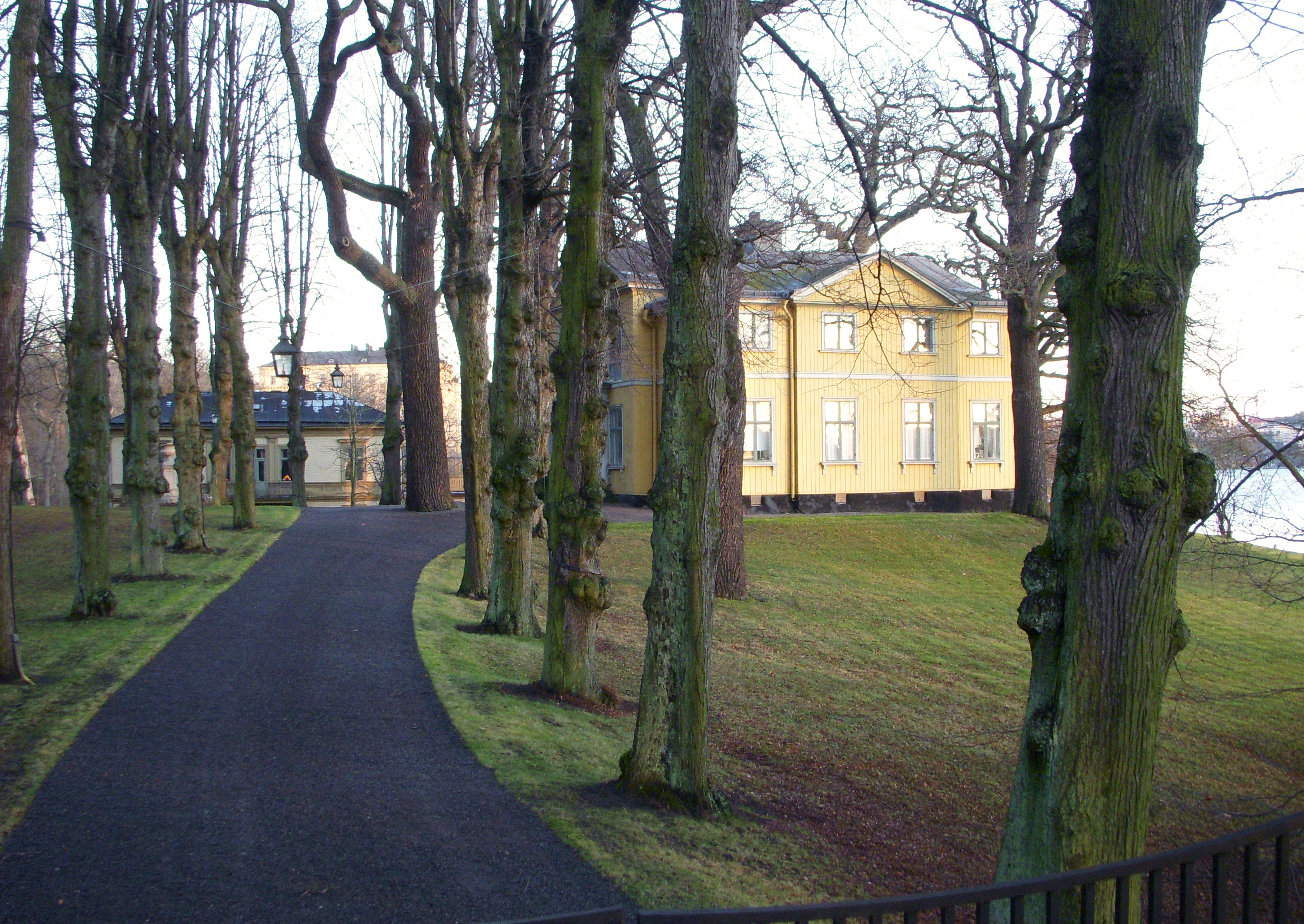
Allén från Djurgårdsvägen, rakt fram syns "Lilla villan".
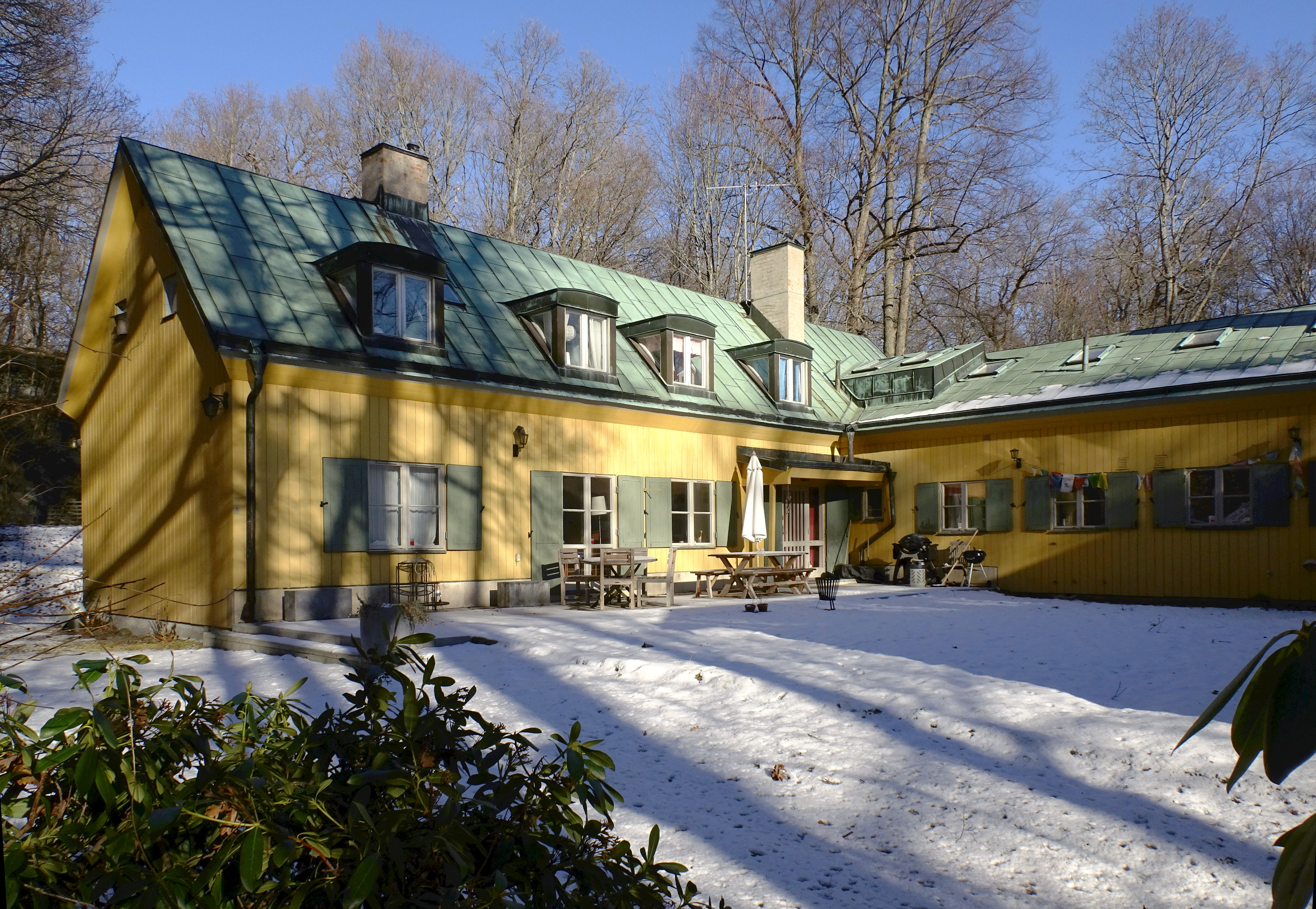
F.d. Kuskbostaden.
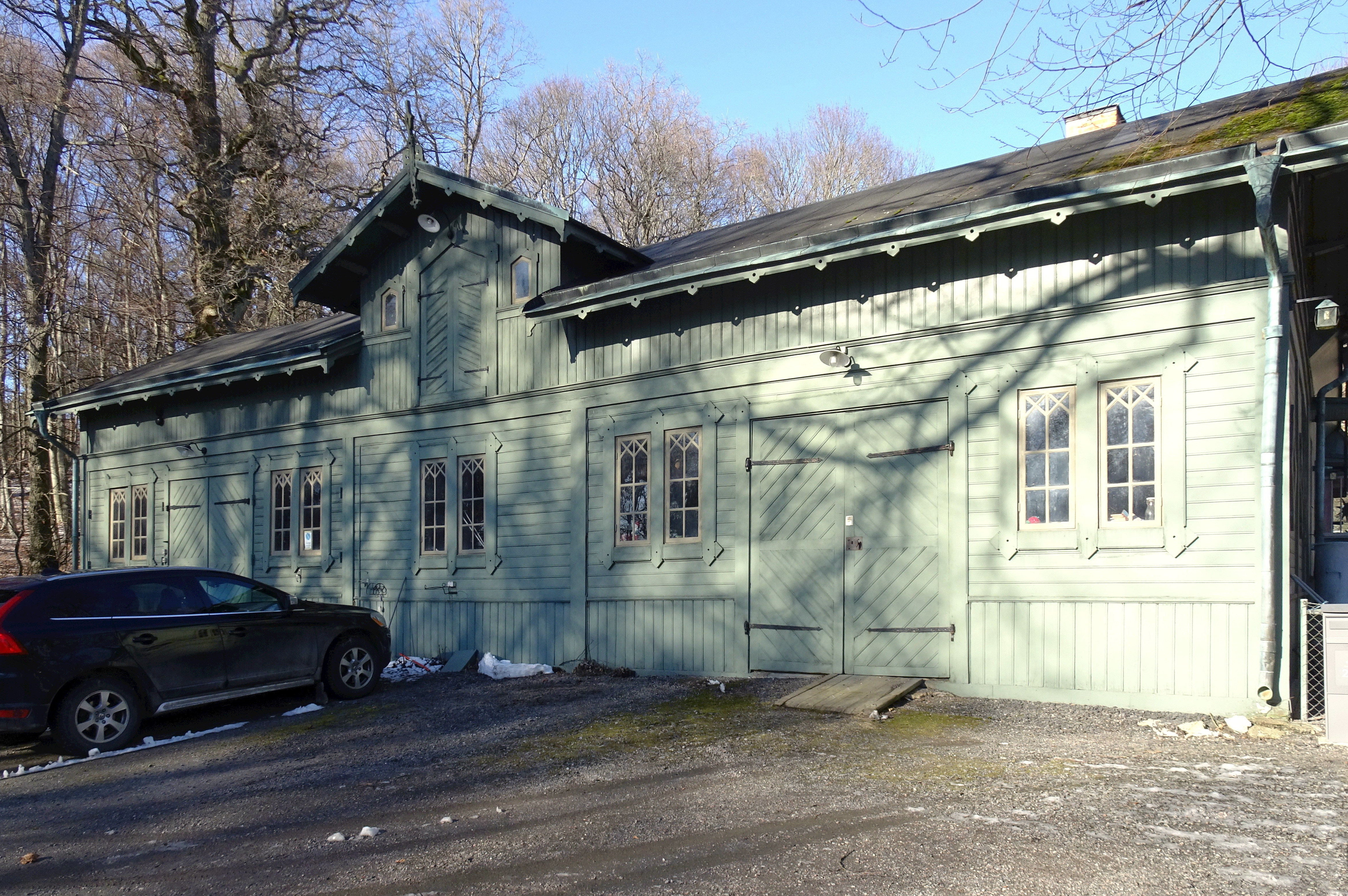
F.d. vagnshus och stall.